# ハイスコアラー
ハイスコアラー（high scorer）は、コンピュータゲームで最高得点（ハイスコア）獲得を目指すプレイヤーを指す俗称。スコアラーと略される。

## 概要
語義通りに解釈すれば、あらゆる種類の得点獲得ゲームにハイスコアラーが存在することになるが、この俗称が広く用いられるのは主にコンピュータゲーム、とりわけアーケードゲームにおいてである。

## アーケードゲーム
『スペースインベーダー』（1978年）の爆発的ブームによって日本全国に乱立したゲームセンターが遊戯施設として定着した1980年代、熱心なプレイヤーにとって、アーケードゲームはハイスコアを目指す遊び方（スコアアタック）が主流であった。
当時ほとんどのゲームは、上位のスコアを名前付きで登録できるネームエントリー／ランキング機能を備えてはいたが、電源を切るとリセットされてしまう。そこでゲームセンターがハイスコアを記録し店内に掲示するサービスを始めると、必然的に店舗の常連プレイヤーたちがスコアを競い合うようになった。
やがてゲーム攻略記事でも知られる人気コンピュータ情報誌『マイコンBASICマガジン』が、全国の協力ゲームセンターからハイスコアを募って集計・順位付けする「チャレンジ！ハイスコア」コーナーを企画。全国規模のハイスコア競争が始まり、全国一位の最高記録を達成し誌面に名を残すことがプレイヤーの目標となりステータスとなった。
アーケードゲーム専門情報誌『ゲーメスト』もハイスコア集計コーナー「めざせハイスコア!!」を始め、競争はさらに激化。詳しくは ゲーメスト#ハイスコア集計 を参照。
しかし1990年代に対戦格闘ゲームブームが訪れると、対人戦が遊び方の主流となる。スコアを競うゲームは相対的に鳴りを潜め、さらに時代が下るとアーケードゲームそのものが下火となり、ハイスコア集計していた最後のアーケードゲーム誌『月刊アルカディア』が2015年に休刊する。ネットワーク対応筐体／ゲームにおいてはタイトル毎にスコアが自動集計されるものの、そうした機能を持たない旧作タイトルのスコアは宙に浮くこととなった。

### 日本ハイスコア協会
2016年2月、一旦途絶えたスコアアタック文化の振興を目的とし、ハイスコア集計およびそのデータベース化を担う団体「日本ハイスコア協会（JAPAN HIGH SCORE ASSOCIATION）」が発足。
かつて『ゲーメスト』や『アルカディア』編集部に在籍したライター・編集者を中心とする有志が運営し、ドワンゴ・KADOKAWA・ハーツユナイテッドグループ共同出資による情報サービス提供会社リインフォースが後援する。

## 用語
- スコアアタック（スコアタ） - ハイスコア獲得に挑戦すること。
- スコアネーム - ネームエントリーやハイスコア申請に用いる、プレイヤーの通称。
- 全一 - 全国一位の略。
- カウンターストップ（カンスト） - スコア表示が上限に達すること。
- 理論値 - ゲームの全体または任意の局面において、理論的に達成可能な最も高いスコア。
- ウソスコア - 不正な手段で達成したハイスコアのこと。
- 復活パターン - ミスしてパワーアップを失った状態から体勢を立て直す攻略法。
- 永久パターン（永パ） - 本来あるべき仕様から逸脱し、半永久的に得点し続けられる不具合。これが生じるゲームは原則としてハイスコア集計対象外となる。
- 電源パターン（電パ） - ゲーム機の電源投入直後に現れる、ゲーム挙動の規則性。
- 残機潰し - 戻り復活のゲームにおいて、わざとミスをして繰り返しスコアを稼ぐこと。または、変動する難易度（ランク）を下げるためにわざとミスすること。
- 早回し - 倒すと補充される性質の敵出現パターンを利用し、敵を素早く倒し続けてスコアを稼ぐこと[10]。反対に、わざと倒さずに敵の出現や場面展開を抑えることを「遅回し」と呼ぶ。まとめて「敵回し」「キャラ回し」とも。
- 連射装置付き（連付き） - ハイスコア集計においては公平を期すため、連射装置等の後付け外部装置によって有利となるゲームではその有無を明示し、記録を区別する[8]。
- 遠征 - 挑戦・研究（偵察）・交流などを目的に、全一を輩出している遠方のゲームセンターに出向くこと[6][2][8]。
- ゲームサークル - 攻略情報交換などを目的とする、ハイスコアラーたちのサークル。『ゲーメスト』のルーツもサークル活動である。